# Live in Chicago (Jeff Buckley)
Live in Chicago (Jeff Buckley) uživo je DVD američkog glazbenika Jeffa Buckleya, koji izlazi u svibnju 2000.g. Materijal je snimljen 13. svibnja 1995. za vrijeme "Mystery White Boy" turneje. Prava na originalno snimanje dobila je televizijska kuća iz Chicaga "JBTV".

## Popis pjesama

### Uživo iz "Cabaret Metro", Chicago
1. "Dream Brother"
2. "Lover, You Should Have Come Over"
3. "Mojo Pin"
4. "So Real"
5. "Last Goodbye"
6. "Eternal Life"
7. "Kick Out the Jams" (MC5)
8. "Lilac Wine"
9. "What Will You Say"
10. "Grace"
11. "Vancouver" (instrumental)
12. "Kanga Roo" (Big Star)
13. "Hallelujah" (Leonard Cohen)

### Bonus materijal
- "So Real" (akustika) (snimljeno 19. studenog 1994.)

"Last Goodbye" (akustika) (snimljeno 19. studenog 1994.)
- Prethodno objavio "Electronic Press Kit" (EPK)
- Diskografija

## Izvođači
- Jeff Buckley – vokal, gitara
- Michael Tighe – gitara
- Mick Grondahl – bas-gitara
- Matt Johnson – bubnjevi